# 道の駅熊野古道中辺路
道の駅熊野古道中辺路（みちのえき くまのこどうなかへち）は、和歌山県田辺市中辺路町近露にある国道311号の道の駅である。名称は熊野古道のルートのひとつ中辺路に由来する。

## 概要
花笠をイメージした物産販売所で特産物を販売するほか、座敷の休憩所を併設。古道を歩く人とドライバーの両者がくつろげる。

## 施設
- 駐車場
  - 普通車：18台
  - 大型車：3台
- トイレ
  - 男：大・小4
  - 女：7
  - 身障者用：1
- 公衆電話
- 休憩所
- 情報・観光案内コーナー
- 農林産物直売所
- レストラン

### 管理団体
- 田辺市

## 休館日
- 年中無休

## アクセス
- 国道311号 - 登録路線

## 周辺
- 熊野古道
- 日置川
- 木古里
- 牛馬童子像